# Egon Culmbacher
Egon Culmbacher (ur. 11 listopada 1950) – wschodnioniemiecki pilot i kierowca rajdowy.

## Kariera
Rajdową karierę rozpoczynał w połowie lat 60. jako pilot Wernera Jägera i Kurta Rüdigera. Następnie startował, jako kierowca, Wartburgiem. Na terenie NRD dwukrotnie wygrał Rajd Wartburga (1969, 1972), zwyciężył również w 1969 roku w Rajdzie Pneumant oraz rok później w Rajdzie Sachsenringu. W 1968 roku zadebiutował w Rajdowych Mistrzostwach Europy, najlepszy wynik w tej serii osiągając w Rajdzie Jugosławii w 1973 roku. Startował również m.in. w Rajdzie Monte Carlo i RAC Rally. W roku 1973 debiutował w Rajdowych Mistrzostwach Świata. W debiucie, w Rajdzie Polski, zajął drugie miejsce (ten rajd ukończyło trzech kierowców). W ramach Mistrzostw Świata startował do 1976 roku również w Rajdzie Tysiąca Jezior oraz Rajdzie Akropolu.

## Wyniki w rajdach WRC
| Legenda oznaczeń w tabelach dot. wyników | Legenda oznaczeń w tabelach dot. wyników |
| Oznaczenie                               | Wyjaśnienie |
| ---------------------------------------- | --- |
| Złoty                                    | Zwycięzca |
| Srebrny                                  | 2. miejsce |
| Brązowy                                  | 3. miejsce |
| Zielony                                  | Ukończył, punktował (w klasyfikacji generalnej gdy kierowca był sklasyfikowany oznacza zdobycie punktów w rajdzie poza trzema powyższymi opcjami) |
| Niebieski                                | Ukończył, nie punktował |
| Różowy                                   | Nie ukończył (NU) |
| Czarny                                   | Zdyskwalifikowany (DK) |
| Biały                                    | Nie został zgłoszony (-) |

| Sezon | Zespół            | Samochód     | 1     | 2     | 3      | 4      | 5      | 6     | 7      | 8      | 9     | 10    | 11    | 12     | 13    | 14 | 15 | 16 | Punkty | Miejsce |
| ----- | ----------------- | ------------ | ----- | ----- | ------ | ------ | ------ | ----- | ------ | ------ | ----- | ----- | ----- | ------ | ----- | -- | -- | -- | ------ | ------- |
| 1973  | VEB Automobilwerk | Wartburg 353 | MCO - | SWE - | POR -  | KEN -  | MAR -  | GRE - | POL 2  | FIN 46 | AUT - | ITA - | USA - | GBR NW | FRA - |    |    |    | 0      | -       |
| 1974  | VEB Automobilwerk | Wartburg 353 | POR - | KEN - | FIN NU | ITA -  | CAN -  | USA - | GBR NW | FRA -  |       |       |       |        |       |    |    |    | 0      | -       |
| 1975  | VEB Automobilwerk | Wartburg 353 | MCO - | SWE - | KEN -  | GRE NU | MAR -  | POR - | FIN 56 | ITA -  | FRA - | GBR - |       |        |       |    |    |    | 0      | -       |
| 1976  | VEB Automobilwerk | Wartburg 353 | MCO - | SWE - | POR -  | KEN -  | GRE 16 | MAR - | FIN -  | ITA -  | FRA - | GBR - |       |        |       |    |    |    | 0      | -       |